# Comuna Hamaliivka, Șostka
Hamaliivka (în ucraineană Гамаліївка) este o comună în raionul Șostka, regiunea Sumî, Ucraina, formată din satele Hamaliivka (reședința) și Hukove.

## Demografie
Componența lingvistică a comunei Hamaliivka
     Ucraineană (90,13%)
     Rusă (9,56%)
     Alte limbi (0,31%)
Conform recensământului din 2001, majoritatea populației comunei Hamaliivka era vorbitoare de ucraineană (90,13%), existând în minoritate și vorbitori de rusă (9,56%).